# Muzeum Archeologiczno-Historyczne w Głogowie
Muzeum Archeologiczno-Historyczne w Głogowie – muzeum poświęcone archeologii i historii, zlokalizowane w Zamku Książąt Głogowskich w Głogowie. Muzeum podlega i jest nadzorowane przez Ministerstwo Kultury, Dziedzictwa Narodowego i Sportu.

## Historia
Muzeum rozpoczęło swoją działalność 7 października 1967 jako Muzeum Hutnictwa i Odlewnictwa Metali Kolorowych. Siedzibą Muzeum od początku był Zamek Książąt Głogowskich, wtedy jeszcze w ruinie. Wcześniej w miejscu Muzeum funkcjonowała Izba Muzealna utworzona w 1965 roku z inicjatywy Głogowskiego Towarzystwa Kultury. Pierwszym dyrektorem i organizatorem Muzeum był archeolog dr Mieczysław Kaczkowski. W latach 1971–1974 Muzeum przeniosło swą siedzibę tymczasowo do pałacu w podgłogowskiej wsi Czernej, ponieważ zapadła decyzja o odbudowie głogowskiego Zamku. W 1983 roku odbudowę zakończono i Muzeum otrzymało na swą siedzibę cały ogromny budynek zamkowy. Dzięki badaniom wykopaliskowym prowadzonym przez dr Kaczkowskiego Muzeum szybko zyskało sporą kolekcję zbiorów archeologicznych, będąc jednostką specjalistyczną w dziedzinie metalurgii, natomiast w 1983 roku otrzymało status jednostki specjalistycznej w dziedzinie archeologii. W 1986 roku zostało przemianowane na Muzeum w Głogowie Ośrodek Archeologiczno-Konserwatorski. Od 1992 roku Muzeum funkcjonuje pod nazwą Muzeum Archeologiczno-Historycznego w Głogowie. Obecnym dyrektorem Muzeum jest dr Waldemar Hass, który funkcję dyrektora pełni od grudnia 2019 roku. Muzeum zostało wpisane do Państwowego Rejestru Muzeów pod numerem 97.

## Oddziały
W styczniu 2010 roku został otwarty oddziała Muzeum – Ośrodek Studyjno-Magazynowego Zabytków Archeologicznych, który obecnie (2015) nosi nazwę Ośrodek Archeologiczno-Numizmatyczny. Jego siedziba znajduje się przy ulicy Portowej 1 w Głogowie w dawnym budynku administracji Fabryki Maszyn Budowlanych i działają w nim Pracownia Archeologiczna, Numizmatyczna i Konserwatorska.

## Zbiory muzealne
Obecnie 2015) zbiory Muzeum liczą ponad 40 000 eksponatów. Dużą ich część stanowią zabytki związane z historią Głogowa i okolic (m.in. kolekcja kart pocztowych i widokówek Głogowa, kolekcja wydawnictw kartograficznych związanych z Głogowem i ziemią głogowską oraz kolekcja radio-odbiorników, gramofonów i urządzeń grających). Największą część zbiorów stanowią numizmaty. Wśród zbiorów Muzeum znajdują się:
- skarb monet średniowiecznych z XII i XIII wieku odkryty w 1987 roku na terenie ogródków działkowych w Głogowie (20.638 monet całych i fragmentów, 7 srebrnych sztabek i 1 grudka srebra),
- monety z czasów średniowiecza, nowożytnych i najnowszych (m.in. brakteaty guziczkowe, skarb złotych i srebrnych monet z Przemkowa, skarb monet pruskich i śląskich z XVIII wieku – 721 sztuk, skarb marek niemieckich z lat 1933-1938),
- zbiór pieniędzy zastępczych Głogowa – 501 sztuk,
- miecz rady miejskiej Głogowa z wizerunkami rajców miejskich z 1726 roku,
- mapy księstwa głogowskiego z XVII i XVIII wieku oraz XIX i XX-wieczne mapy ziemi głogowskiej, mapy i atlasy głogowskiego wydawnictwa Flemminga,
- miedziorytnicze plany i widoki dawnego Głogowa od XVII do XX wieku,
- karty pocztowe z widokami Głogowa sprzed 1945 roku,
- starodruki z najstarszych głogowskich drukarni m.in. Chrystiana F. Güntera i Schweickardt'a,
- pojedyncze wyroby dawnego rzemiosła głogowskiego (złotnictwa i konwisarstwa),
- mechanizm zegara wieżowego wykonany w głogowskiej fabryce zegarów wieżowych „C. Weiss” z początku XX wieku,
- radioodbiorniki, gramofony i urządzenia grające,
- zbiory etnograficzne – niewielka kolekcja obiektów tradycyjnej kultury ludowej Dolnego Śląska oraz przesiedleńców po 1945 roku.

## Działalność Muzeum

### Archeologia
Dział Archeologiczny jest największym działem w głogowskim Muzeum. Zajmuje się on pozyskiwaniem, gromadzeniem i przechowywaniem ruchomych zabytków archeologicznych, dokumentacji naukowej i przypadkowych odkryć. Zbiory muzealne pozyskiwane są z wykopalisk od początku istnienia Muzeum aż do dziś. Dział zajmuje się organizacją i prowadzeniem naukowych badań archeologicznych ukierunkowanych głównie na poznanie dziejów północno-zachodniej części Dolnego Śląska (szczególnie ziemi głogowskiej i miasta Głogowa). Przeprowadzono dotychczas około 200 przedsięwzięć naukowych o charakterze wykopalisk. Zbiory zabytków archeologicznych i materiały dokumentacyjne udostępniane są pracownikom naukowym i studentom z różnych ośrodków badawczych z Polski i Niemiec. Wydano 82 publikacje naukowe i popularnonaukowe w wydawnictwach własnych oraz innych ośrodkach Polski, Niemiec i Czech. Dział składa się obecnie z dwóch pracowni: Badań Terenowych oraz Opracowywania Zbiorów i Dokumentacji.

### Konserwacja
Kolejnym działem Muzeum jest Dział Konserwacji i Zbiorów Depozytowych. W jego zakresie wykonywane są prace związane z konserwacja zabytków archeologicznych i historycznych, własnych oraz zleconych przez inne muzea i instytucje z całej Polski. Pracownicy Muzeum specjalizują się w konserwacji zabytków wykonanych z metali i ich stopów, oraz drewna i skór mokrych pochodzących z wykopalisk archeologicznych. Prowadzone są konserwacje wyrobów etnograficznych wykonanych z różnych materiałów.

### Sztuka
Kolekcja sztuki w głogowskim Muzeum rozrasta się od 30 lat. Obecnie zbiory liczą 200 obrazów olejnych, grafik i rzeźb oraz 200 fotografii wykonanych przez 88 artystów. Muzeum organizowało (wraz z KGHM) plenery malarskie odbywające się na terenie Głogowa. Motywem przewodnim plenerów była szeroko pojęta ekologia. Uczestnikami plenerów byli początkowo artyści głogowscy, którzy z czasem zaczęli zapraszać na nie swoich znajomych artystów z kraju i zagranicy. Zbiory sztuki powstały z prac pozostawianych w darze dla Muzeum przez uczestników pleneru, jak i darowywanych do dziś przez indywidualnych artystów. Ostatni XXI plener odbył się w 1998 roku.

### Edukacja
Muzeum proponuje ciekawą ofertę edukacyjną. Pracownicy przygotowali trzy formy spotkań edukacyjnych:
- zajęcia edukacyjne realizowane w oparciu o wystawy muzealne,
- lekcje muzealne w cyklu,
- warsztaty dla nauczycieli.

W Muzeum działają dwa koła muzealne: etnograficzne i numizmatyczne. Organizowane są również różnego rodzaju konkursy.

### Wystawiennictwo
W głogowskim Muzeum Archeologiczno-Historycznym mają miejsce zarówno wystawy stałe, jak i tymczasowe. Wystawy stałe to:
- Groby Kultury Łużyckiej
- Skarb z Głogowa

Dodatkowo w Muzeum wystawiane są czasowe wystawy twórców z Głogowa jak i twórców spoza miasta oraz wystawy tzw. „objazdowe”.

### Kultura
W latach 1995–2005 Muzeum było organizatorem Przeglądu Kultury Polskiej „Kresy”. Od 1999 roku Muzeum organizuje Letnią Akademię Kultury i Języka Polskiego dla młodzieży kresowej i polskiej.
W latach 1996–2005 na dziedzińcu oraz w salach zamkowych odbywały się Zamkowe Spotkania Chóralne organizowane przez Stowarzyszenie Chór Beati Cantores.